# Lewiston (New York)
|  | Dieser Artikel wurde aufgrund von inhaltlichen Mängeln auf der Qualitätssicherungsseite des Projektes USA eingetragen. Hilf mit, die Qualität dieses Artikels auf ein akzeptables Niveau zu bringen, und beteilige dich an der Diskussion! Eine nähere Beschreibung der zu behebenden Mängel fehlt. |

Lewiston ist eine Stadt im westlichen Teil des Niagara County, New York in den Vereinigten Staaten. Das U.S. Census Bureau hat bei der Volkszählung 2020 eine Einwohnerzahl von 15.944 ermittelt.

## Geographie

### Lage
Der Ort befindet sich am östlichen Ufer des Niagara River und somit an der Grenze zu Kanada. Südlich schließt sich die Stadt Niagara Falls an.

## Geschichte
Lewiston war aufgrund seiner strategische Lage im 17. und 18. Jahrhundert die erste europäische Siedlung im Westen des heutigen Bundesstaates New York.
Benannt ist Lewiston nach Morgan Lewis, der von 1804 bis 1807 Gouverneur des Staates New York war.
Im Jahr 2010 hatte die Stadt 16.262 Einwohner.

## Wirtschaft und Infrastruktur
Lewiston ist der Standort des Kraftwerk Robert Moses Niagara, ein Laufwasserkraftwerk mit einer installierten Leistung von 2,4 GW, das die Wasserkraft des Niagara Rivers nutzt.
In Lewiston befindet sich die Niagara University.

## Persönlichkeiten
- Susan Crawford (* 1965), designierte Richterin am Obersten Gerichtshof des Bundesstaates Wisconsin